# Наджиб Разак
Наджиб Разак (на малайски: Najib Razak) е малайзийски политик, премиер министър на Малайзия от 2009 до 2018 година. Наджиб създава фонда 1Malaysia Development Berhad (1MDB) през 2009 г., за да подпомогне развитието на Малайзия, но фондът натрупва огромни дългове и това принуждава Малайзия, Сингапур, Съединените щати, Хонконг, Швейцария и други държави да започнат разследване на трансгранични злоупотреби и пране на пари. Корупционният скандал 1MDB, описван като най-големия в историята на Малайзия, е свързан с присвояването на милиарди рингити, които са изхарчени за луксозни имоти, частна яхта и други скъпи удоволствия.
В крайна сметка той подава оставка от позицията си на министър-председател на Малайзия на 10 май 2018 г., след като неговата партия е победена на изборите. Приемникът на Наджиб и негов бивш ментор, 92-годишният Махадир бин Мохамад, нарежда на полицията да започне отново разследването и отстранява главния прокурор заради твърдения, че е помогнал да се потули корупционният скандал.
Ha 28 юли 2020 година съдът го признава за отговорен по седем обвинявания по отношение на общо 42 млн. рингита (8,3 млн. евро), които са били трансферирани от SRC International, бивше поделение на 1MDB, в негови персонални сметки. Той е наказан на 12 години затвор и санкция в размер на 210 млн. рингита, само че е пуснат под гаранция до момента, в който тече обжалването. На 23 август 2022 г. Наджиб е изпратен в затвора, след като Федералният съд на Малайзия потвърждава присъдата му от 12 години затвор, дадена му от първоинстанционен съд.